# Glycera mauritiana
Glycera mauritiana är en ringmaskart som beskrevs av Grube 1870. Glycera mauritiana ingår i släktet Glycera och familjen Glyceridae. Inga underarter finns listade i Catalogue of Life.